# Liste von Tornados in Europa
Die Liste von Tornados beschreibt Tornadoereignisse in Europa in einer Auswahl nach verschiedenen Ländern sortiert. Die Stärke ist, soweit bekannt, nach der Fujita-Skala angegeben.

## Liste

### Belgien
| Datum         | F  | Tote | Beschreibung |
| ------------- | -- | ---- | --- |
| 25. Juni 1967 | F3 | 0    | Der Tornado entstand um 16:15 Uhr und zerstörte 117 Häuser komplett in der belgischen Ortschaft Oostmalle. Auch die Kirche wurde zerstört. |

### Deutschland
Diese Auswahl zeigt signifikante Ereignisse (F2–F5 auf der Fujita-Skala), die aufgrund von Erscheinung oder Jahreszeit von Interesse sind. Ein umfassendes Archiv findet sich in der Europäischen Unwetterdatenbank (ESWD).
| Datum               | F     | Tote      | Beschreibung |
| ------------------- | ----- | --------- | --- |
| 15. Juli 1582       | F4    | ?         | Rockhausen (Thüringen), der Tornado zerstörte die Stadt fast gänzlich. |
| 29. Juni 1764       | F5    | 2 (mind.) | Woldegk (Mecklenburg), einer der bislang stärksten in Deutschland aufgetretenen Tornados, Spurlänge etwa 30 Kilometer Etliche Verletzte und nur zwei dokumentierte Tote kann mit dem Aufenthalt der meisten in der Kirche statt auf den Feldern, wo der Tornado am heftigsten war, zusammenhängen. Es war der vierteljährliche Buß- und Bettag. |
| 23. April 1800      | F5    | ?         | Hainichen (Sachsen), der zweite bisher bekannte Tornado der Stärke F5 in Deutschland. |
| 1. Juli 1891        | F4    |           | Wirbelsturm vom 1. Juli 1891, verbunden mit schwerem Hagelschlag quer über einen Bereich in Deutschland |
| 14. Juli 1894       | F3    | 2         | Zyklon östlich von München, als Tornado der Stärke F3 vermutet |
| 7. August 1898      | F4    | 1         | Köln, ein Tornado zog eine etwa 38 Kilometer lange Schneise unter anderem durch den Süden und Osten der Stadt, gleichzeitig gibt es schweren Hagelschlag. Es kam zu schweren Sach- und Personenschäden. |
| 14. August 1906     |       | 3         | Wirbelsturm im Bergischen Land |
| 1. Juni 1913        |       | ?         | Ein Tornado in Plochingen zerstörte zahlreiche Gebäude. |
| 10. August 1925     | F3    | 1         | Windhose von Uetersen. |
| 1. Juni 1927        | F4    | ?         | Auen-Holthaus (Landkreis Cloppenburg), verheerende Schäden, Kühe durch die Luft gewirbelt, weitere schwere/verheerende Tornados am gleichen Tag unter anderem in den Niederlanden (F4) |
| 10. Januar 1936     | F4    | 2         | Zu einer eigentlich außergewöhnlichen Zeit für Tornados zog ein F4-Tornado durch Düsseldorf. Zwei Menschen starben und mehrere wurden schwer verletzt. |
| 15. Juli 1936       | F4    |           | Ein Tornado zerstörte die Gemeinden Trinwillershagen, Wiepkenhagen und Lüdershagen in Mecklenburg-Vorpommern. |
| 11. Juli 1951       | F2    | ?         | Unwetter in Norddeutschland |
| 10. Juli 1968       | F4    | 2         | Tornado über Pforzheim, 2 Tote, über 200 zum Teil lebensgefährlich Verletzte, 1750 Häuser beschädigt. |
| 5. Mai 1973         | F3    | 1         | Kiel, ein Toter. |
| 24. Mai 1979        | F4    | 0         | Tornado auf einer Linie von Bad Liebenwerda durch Prestewitz bis in die Nähe von Lübben. |
| 15. Juni 1980       | F1    | 6         | Tornado in Wilhelmsthal: Durch umgeworfene Bäume sterben 6 Menschen, 11 weitere werden verletzt. |
| 17. Juli 1987       | F1    | 0         | Tornado in Geeste-Dalum: Ein Tornado beschädigt 70 Häuser in der Siedlung Großer Sand. 3 Personen werden verletzt. |
| 9. August 1992      |       | 0         | Ein Tornado richtete in Buchholz in der Nordheide große Schäden an. Diverse Häuser und Autos wurden beschädigt, Strommasten abgeknickt und viele zum Teil uralte Bäume entwurzelt. |
| 29. Juni 1997       | F2    | 0         | Vier F2-Tornados in Niedersachsen mit bis zu 85 km Spurlänge. Am schwersten betroffen Bissendorf bei Osnabrück. |
| 22. Juni 1998       |       | 0         | Am 22. Juni 1998 fegte ein Tornado über das Westerzgebirge / Vogtland. Besonders betroffen war die Stadt Falkenstein. Der Tornado zog über Hammerbrücke, Jägersgrün und Tannenbergsthal Richtung Morgenröthe-Rautenkranz. Es entstand Millionenschaden. |
| 9. September 1998   | F2    | 0         | Ein F2-Tornado wütete zwischen Ibbenbüren und Tecklenburg (westlich von Osnabrück). Neben unzähligen umgeworfenen Bäumen wurden auch Stromleitungen abgerissen und Dächer abgedeckt. Am stärksten betroffen war der Tecklenburger Ortsteil Ledde. |
| 19./20. August 2000 | F2-F3 | 0         | In der Nacht zum 20. August 2000 zog ein Tornado über Geldern (Landkreis Kleve, NRW) hinweg. Betroffen waren vor allem die Ortsteile Aengenesch und Issum. Mauern wurden eingerissen und ein mit drei Personen besetztes Auto wurde durch die Luft gewirbelt. Die Stärke des Tornados wurde auf F2-F3 geschätzt |
| 6. August 2001      | F1/F2 | 0         | Ein F1/F2-Tornado fräste mitten durchs Ortszentrum der Gemeinde Belm bei Osnabrück eine sechs Kilometer lange und 50 Meter breite Schneise. Der Gesamtschaden lag bei über fünf Millionen DM. |
| 12. Juni 2002       | F2    | 0         | Ein F2-Tornado verwüstete ein Gewerbegebiet in Wittenberg in Sachsen-Anhalt. |
| 10. Juni 2003       | F3    | 0         | Es erfasste ein F3-Tornado die Gemeinde Acht in der Eifel. Aufgrund der geringen Größe des Ortes hielt sich der Gesamtschaden in Grenzen, es blieb bei zwei Verletzten. |
| 13. Januar 2004     | F2    | 0         | Assel (Gemeinde Drochtersen bei Stade) (F2) |
| 23. Juni 2004       | F3    | 0         | Micheln (Sachsen-Anhalt), mehrere Verletzte, etwa 300 Gebäude beschädigt (F3) |
| 27. März 2006       | F2    | 2         | Ein Tornado zog um circa 19 Uhr (geschätzte Stärke F2) über Hamburg hinweg. Dabei starben zwei Menschen durch den Umsturz von drei Baukränen und mehr als 300.000 Menschen waren vorübergehend ohne Strom. |
| 21. August 2006     |       | 1         | Hierbei starb ein Mann in Brohl-Lützing, nachdem der Wohnwagen, in dem er sich aufgehalten hatte, von einem Tornado in ein Hafenbecken geschleudert worden war. Sein neunjähriger Sohn überlebte schwer verletzt. Außerdem wurden einige Häuser schwer beschädigt. |
| 18. Januar 2007     | F3    | 0         | Zwischen Brachwitz und Kemnitz in Brandenburg beschädigte und zerstörte ein Tornado gegen auf einer Strecke von etwa 11 Kilometern mehrere Gebäude, des Weiteren hinterließ er in einem Waldstück eine 450 Meter breite Schneise. Das Ereignis trat gegen 17:00 Uhr auf. Ein Mann wurde schwer verletzt. |
| 18. Januar 2007     | F3    | 0         | Gegen 18:40 Uhr verursachte ein Tornado auf seiner 10 Kilometer langen Bahn durch Lutherstadt-Wittenberg Sachschäden von über 10 Millionen Euro. |
| 18. Januar 2007     | F3    | 0         | Ein Tornado zog gegen 19:30 Uhr eine 34 Kilometer lange Schneise der Verwüstung unter anderem durch Lauchhammer in Brandenburg. Das Ereignis trat wie einige andere Tornados in Verbindung mit der Kaltfront von Orkan Kyrill auf. Es kam zu schweren Sach- und Vegetationsschäden, in der Ortschaft Kahla stürzten vier Gebäude gänzlich ein. Mit einer Einstufung als Tornado der Stärke T7 auf der TORRO-Skala war es der stärkste durch Kyrill hervorgebrachte Tornado. |
| 12. August 2008     | F1    | 0         | Ein Tornado wütete in der mittelhessischen Stadt Gießen. Obwohl es sich nur um einen F1-Tornado handelte, waren die Schäden erheblich. Zahlreiche Bäume, Dachziegel und sogar ganze Dachgiebel wurden herumgewirbelt und einige Häuser, darunter auch eine Schule und Teile der Universität, in Mitleidenschaft gezogen. Besonders stark betroffen war der Gießener Philosophenwald; Teile des mehrere hundert Jahre alten Stadtwalds, darunter zahlreiche Eichen, fielen dem Tornado zum Opfer. Die Großtrombe wirbelte lediglich wenige Minuten, löste sich über einem Berg von der Erdoberfläche und zog sich in die Wolkenfront zurück.      |
| 24. Mai 2010        | F3    | 1         | Eine Serie von Tornados, von welchen einer die Stufe F3 erreicht, verwüstet große Teile der Stadt Großenhain und der angrenzenden Gemeinden. Die Unwetterfront, aus Südwestbrandenburg nach Südostsachsen ziehend, wütete auf einer 80 bis 100 Kilometer langen Strecke und verursacht neben den Tornados auch starken Hagel. Das Zentrum der Zerstörung lag zwischen dem südbrandenburgischen Mühlberg/Elbe und Großenhain. Allein in Großenhain wurden ungefähr 40 Menschen teilweise schwer verletzt und ein Kind wurde durch einen umstürzenden Baum getötet. In den Stadtteilen Walda und Kleinthiemig wurden 80 % der Hausdächer zerstört. |
| 23. August 2010     |       | 0         | Hier wütete ein Tornado über den mittelhessischen Orten Grünberg-Reinhardshain und Grünberg-Lumda. Vermutlich handelte es sich um einen starken F3/T6-Tornado, der erhebliche Schäden an Gebäuden und Waldstücken verursachte. Mehr als 50 Dächer wurden dabei abgedeckt und mehrere Gebäude und Fahrzeuge zum Teil schwer beschädigt. In einem Waldstück zwischen den beiden Ortschaften hinterließ der Tornado eine Schneise der Verwüstung. Zahlreiche Bäume wurden wie Streichhölzer abgeknickt und entwurzelt. Es wurde kein Mensch verletzt, jedoch hinterließ der Tornado einen hohen Sachschaden von etwa einer Million Euro.            |
| 11. September 2011  | F1    | 1         | Ein Tornado der Stärke F1 verwüstete mehrere Ortschaften zwischen Bernburg und Dessau in Sachsen-Anhalt. |
| 19. August 2013     | F2    | 0         | Bei diesem Ereignis verwüstete ein Tornado der Stärke F2 einen Campingplatz in Abtsgmünd-Pommertsweiler im Ostalbkreis (Baden-Württemberg) und verletzte dort 27 Menschen. Auf einem benachbarten Campingplatz flogen Wohnwagen durch die Luft. Es war der erste Tornado dieser Stärke seit dem Mai 2012. |
| 5. Mai 2015         | F3    | 0         | Ein Tornado verwüstete Bützow in Mecklenburg-Vorpommern, siehe Tornado in Bützow. Herumwirbelnde Trümmer verletzten etwa 30 Personen. Dieser Tornado erreichte vermutlich eine Stärke von F3 auf der Fujita-Skala. Am gleichen Tag gab es laut der European Severe Weather Database noch drei weitere Tornadoereignisse in Deutschland. |
| 13. Mai 2015        | F3    | 0         | Ein Tornado, der am Abend des 13. Mai über dem Landkreis Waldshut in Baden-Württemberg entstand, hat vermutlich eine Stärke von F3 erreicht. |
| 13. Mai 2015        | F3    | 0         | Ein weiterer Tornado, der vermutlich eine Stärke von F3 erreichte, entstand am späten Abend des 13. Mai über Stettenhofen, zog in weiterer Folge über Gebenhofen nach Affing in Bayern und verursachte schwere Schäden. Es war der dritte F3-Tornado im Jahr 2015. |
| 7. Juni 2016        | F1    | 0         | Ein F1-Tornado zog über die östlichen Stadtteile Hamburgs. Bäume wurden umgestürzt, Gartenhäuser zerstört und Fahrräder und auch große Blumenkübel durch die Luft gewirbelt. Personenschäden wurden nicht bekannt. |
| 22. Juni 2017       | F2    | 0         | Ein F2-Tornado verwüstete am Nachmittag das 56-Seelen-Dorf Töppel in Sachsen-Anhalt und richtete eine Halbe Million Schaden an. |
| 16. Mai 2018        | F2    | 0         | Ein F2-Tornado zog am Abend des 16. Mai 2018 über den Kreis Viersen in Nordrhein-Westfalen und verursachte abgedeckte Häuser und entwurzelte Bäume, die auf Straßen stürzten. Mehrere Menschen wurden leicht verletzt, einer schwer. Siehe: Tornado im Kreis Viersen vom 16. Mai 2018 |
| 13. März 2019       | F3    | 0         | Am Nachmittag des 13. März 2019 zog ein F3-Tornado über den Ort Roetgen in Nordrhein-Westfalen. Mehrere Menschen wurden verletzt, rund 35 Häuser teils schwer beschädigt, zehn Häuser waren vorerst unbewohnbar. |
| 4. Juni 2019        | F2    | 0         | In der Nacht, um 23:11 Uhr zog ein Tornado der Stärke F2 über ein Wohngebiet in Bocholt in Nordrhein-Westfalen. Ein Mensch wurde verletzt, neun Häuser teils schwer beschädigt, 100 Bäume entwurzelt und Autos und Wohnwagen durch die Luft gewirbelt. |
| 28. März 2021       | F1    | 0         | Infolge eines Regengebiets kam es über Dortmund-Eving in Nordrhein-Westfalen zu einem bestätigten Tornado. Mehrere Bäume wurden entwurzelt oder beschädigt, Dächer wurden abgedeckt, ein Kirchendach beschädigt und ein LKW umgeworfen. |
| 16. August 2021     | F2    | 0         | Am späten Nachmittag des 16. August 2021 zog ein Tornado der Stärke F2 durch die Gemeinde Großheide in Niedersachsen. 50 Häuser wurden beschädigt, darunter fünf Häuser, die nicht mehr bewohnbar sind. |
| 20. Mai 2022        | F2    | 0         | Gegen 17 Uhr traf eine Serie bestehend aus vier Tornados, drei davon mit der Stärke F2, in Nordrhein-Westfalen unter anderem Lippstadt, Paderborn und Höxter. Die Ereignisse waren Teil eines größeren Tornadoausbruchs und wurden alle von derselben Superzelle produziert. In Paderborn wurden mindestens 40 Menschen verletzt, davon zehn schwer. Zwei Häuser sind dort unbewohnbar, ein weiteres ist zum Teil eingestürzt. Es wurden zahlreiche Bäume entwurzelt und Dächer abgedeckt. Es könnte sich um unterschiedliche Tornados gehandelt haben                                                                                           |
| 17. November 2022   | F2    | 0         | Gegen 14:45 Uhr entwickelte sich im Saarland aus einer Superzelle ein Tornado der im Marpinger Ortsteil Urexweiler etwa 50 Häuser zum Teil stark beschädigt hat. Weiterhin wurden viele Bäume entwurzelt oder abgeknickt sowie zahlreiche Autos beschädigt. Personen kamen nicht zu Schaden. |
| 31. August 2023     | F0/F1 | 0         | Gegen 20:05 Uhr richtet ein Tornado der Stärke F0 Schäden an einigen Dächern und Bäumen an. Fünf Bäume wurden dabei umgestürzt. |

### Frankreich
| Datum          | F  | Tote | Beschreibung |
| -------------- | -- | ---- | --- |
| 24. Juni 1967  | F5 |      | Ein F5-Tornado zerstörte Palluel. |
| 25. Juni 1967  | F4 |      | Ein F4-Tornado zerstörte Pommereuil. |
| 3. August 2008 | F4 | 3    | Für die Bewohner der Gemeinde Hautmont, in Frankreich war der Abend des 3. August 2008 unvergesslich, als ein F4-Tornado große Teile des Ortes beschädigte. Auf der 18,7 km langen Schneise kamen 3 Menschen ums Leben. |

### Italien
| Datum              | F  | Tote | Beschreibung |
| ------------------ | -- | ---- | --- |
| 24. Juli 1930      | F5 | 24   | Der Tornado zog eine 80 km lange Schneise der Verwüstung zwischen Treviso und Udine. Dieser Tornado war mit geschätzten Windgeschwindigkeiten von rund 500 km/h der stärkste Tornado in Europa, zumindest in den letzten 100 Jahren und auch allgemein einer der stärksten auf der Welt. Der Sturm forderte 24 Todesopfer und zahlreiche Verletzte. |
| 16. Juni 1957      | F4 | 8    | Der Ort Robecco Pavese in Italien wurde von einem F4-Tornado getroffen. Die Folge waren 8 Tote und mehr als 60 Verletzte. |
| 11. September 1970 | F4 | 36   | Ein Tornado hinterließ eine 70 km lange Schneise bei Padua und Venedig, Italien. Insgesamt starben 36 Menschen durch den Tornado. |
| 8. Juli 2015       | F4 | 1    | Es bildete sich ein Tornado in der Region bei Venedig (im Rahmen der Juli-Hitzewelle). Besonders die Orte Dolo und Mira wurden stark getroffen: über 500 Gebäude wurden stark beschädigt oder zerstört. Ein Mensch kam ums Leben, 72 weitere wurden zum Teil schwer verletzt.                                                                       |

### Luxemburg
| Datum          | F  | Tote | Beschreibung |
| -------------- | -- | ---- | --- |
| 9. August 2019 | F2 | 0    | Gegen 18:00 Uhr zog ein F2-Tornado mehrere Kilometer durch den Südwesten Luxemburgs und beschädigte dabei etwa 160 Häuser in Petingen und Käerjeng. 19 Menschen wurden verletzt, zwei davon schwer. |

### Niederlande
| Datum           | F  | Tote | Beschreibung |
| --------------- | -- | ---- | --- |
| 23. August 1950 | F5 | 0    | Der Tornado schlug eine 50 km lange Schneise durch den Veluwe-Wald. |
| 25. Juni 1967   | F3 | 2    | Der Tornado entstand um 16:27 Uhr im belgisch-niederländischen Grenzgebiet und schlug bis 16:40 Uhr in Richtung der Ortschaft Chaam eine 11 Kilometer lange Schneise durch den Wald. Dabei wurden auf einem Campingplatz zwei Menschen getötet. |
| 25. Juni 1967   | F3 | 5    | Um 17:10 Uhr entstand ein Tornado, der 15 Kilometer über das Land zog und dabei den Ort Tricht traf. Er forderte 5 Menschenleben und 32 Verletzte, zerstörte 50 Häuser und beschädigte weitere 150.                                             |

### Österreich
Von 1951 bis 2010 hat die Zentralanstalt für Meteorologie und Geodynamik knapp 100 Tornados in Österreich registriert, davon erreichten drei Stärke F3. Der heftigste dokumentierte Tornado ereignete sich am 10. Juli 1916 in Wiener Neustadt im südlichen Niederösterreich und kostete 34 Menschen das Leben.
| Datum           | F  | Tote | Beschreibung |
| --------------- | -- | ---- | --- |
| 10. Juli 1916   | F4 | 34   | Der heftigste in Österreich registrierte Tornado zog über den Norden von Wiener Neustadt und erreichte zeitweise Stärke F4. Er tötete 34 Menschen und verletzte 328. Zahlreiche massiv gebaute Häuser wurden zerstört, die Schneisenlänge der Großtrombe betrug rund 20 Kilometer. |
| 4. Juli 1929    | F1 | 3    | Ein nur mäßig starker F1/T3-Tornado fegte durch die Stadt Salzburg, tötete dennoch drei Menschen. |
| 9. Mai 1961     | F2 | 1    | Bei einem F2/T5-Tornado in Kleintal bei Graz starb ein Mann, drei weitere wurden durch fallende Trümmer verletzt. |
| 11. August 1994 | F3 | 0    | Ein F3-Tornado zog bei Sankt Michael im Burgenland eine zwei Kilometer lange Schneise. Ein Gebäude wurde gänzlich zerstört, von einem weiteren wurde das Dach weggefegt. |
| 7. Juli 1998    | F3 | 0    | Ein F3/T6-Tornado bei Weinburg am Saßbach zog eine 5 km lange Schneise, entwurzelte Bäume, verursachte Stromausfälle und drückte kleinere Mauern ein. |
| 27. Juli 1998   | F3 | 0    | Eine F3/T6-Trombe zerstörte mehrere Wirtschaftsgebäude im Bereich Vornholz (Bezirk Hartberg-Fürstenfeld/Steiermark), die Schneise war 8 km lang. |
| 13. Mai 2003    | F1 | 0    | Im Zuge einer Superzelle mit Hagel bis 6 cm Durchmesser wurden zwei Tornados in Wien registriert; einer der beiden erreichte F1/T3-Stärke; mehrere Menschen wurden durch Sturm und Hagelschloßen verletzt. |
| 11. März 2006   | F2 | 0    | Ein F2/T5-Tornado in Weitensfeld im Gurktal in Kärnten hob einen Kleinbus rund zwei Meter hoch in die Luft und schleuderte ihn gegen zwei Pkw. Die Augenzeugen flüchteten in ein angrenzendes Gebäude. |
| 11. Mai 2009    |    | 0    | Schwacher Tornado bei Atzenbrugg nahe Tulln, NÖ. |
| 26. Mai 2010    | F1 | 0    | Ein F1/T3-Tornado verursachte im Bezirk Tulln zahlreiche Schäden an Strommasten, Bäumen und Fahrzeugen. Eine Stunde später knickte ein F2/T4-Tornado bei Kritzendorf Bäume um und beschädigte Gebäude, Fahrzeuge und Rebstöcke. |
| 14. Mai 2011    | F1 | 0    | Ein F1/T3 Tornado zog durch Müllendorf, Burgenland. Es entstand teils erheblicher Sachschaden, so wurden viele Dächer abgedeckt, die Windgeschwindigkeiten waren so hoch, dass Teile von Dachkonstruktionen in den Fassaden anderer Häuser stecken blieben. Personen wurden nicht verletzt. |
| 10. Juli 2017   | F1 | 0    | Im Zuge einer Superzelle, die sich am Nachmittag im südlichen Wien gebildet hatte und zu teils erheblichen Schäden durch Hagel und lokalen Überflutungen führte, tauchte in der Nähe des Flughafens Wien-Schwechat auch ein F1-Tornado mit Windgeschwindigkeiten von bis zu 180 km/h auf. Er zog über einige Getreidefelder und verursachte dort lokal kleinere Schäden. Menschen kamen nicht zu Schaden. |

### Rumänien
| Datum          | F | Tote | Beschreibung |
| -------------- | - | ---- | --- |
| 30. April 2019 |   | 0    | Ein Tornado erfasste einen besetzten Reisebus und wirbelte ihn Dutzende Meter durch die Luft und versetzte ihn auf ein Feld. Dabei wurden mindestens zwölf der 40 Insassen verletzt, vier davon schwer. Anschließend verfehlte der Tornado knapp das Dorf Dragalina, er zerstörte Dächer und entwurzelte Bäume. |

### Schweiz
| Datum           | F  | Tote | Beschreibung |
| --------------- | -- | ---- | --- |
| 26. August 1971 | F4 | 0    | Ein Tornado zog durch das Vallée de Joux und verwüstete in einer Schneise von rund 23 Kilometer Länge zahlreiche Häuser und ganze Waldstücke. |
| 12. Juni 1926   | F3 | 0    | Tornado in La Chaux-de-Fonds |
| 17. August 2004 | F2 | 0    | Tornado in Villargiroud |
| 26. Juni 2020   | F1 | 0    | Tornado in Oberebersol |
| 24. Juli 2023   | ?  | 1    | Tornado? in La Chaux-de-Fonds. Laut Meteo Schweiz kein eindeutiger Tornado, Drehwind mit 217 km/h, hinterließ Schneise mit großen Schäden.    |

### Tschechien
| Datum         | F  | Tote | Beschreibung |
| ------------- | -- | ---- | --- |
| 24. Juni 2021 | F4 | 6    | Ein starker Tornado, anfangs als Stärke F3, dann als Stärke F4 eingestuft, traf die Kreise Břeclav und Hodonín im Süden Tschechiens. Besonders betroffen waren die Stadt Hodonín sowie die Dörfer Mikulčice und Lužice. Neben 6 Toten gab es über 200 Verletzte. In der 26 km langen und 500 m breiten Schneise wurden mind. 1.200 Häuser beschädigt, darunter das UNESCO-Weltkulturerbe Schloss Valtice, mind. 70 Häuser müssen abgerissen werden. Mindestens 15 Milliarden Kronen (588 Millionen Euro) Schaden. |